# Saison 4 de Supergirl
Chronologie
Saison 3 Saison 5
La quatrième saison de Supergirl, série télévisée américaine, est composée de vingt-deux épisodes diffusés du 14 octobre 2018 au 19 mai 2019 sur The CW, aux États-Unis.

## Synopsis
Kara parvient à gérer sa carrière de journaliste et sa vie comme Supergirl, protectrice de la Terre avec le départ de Superman pour Argo. Cependant, l'intégration des aliens réfugiés sur Terre ne se déroule pas aussi bien que Supergirl l'espérait : la société terrienne est profondément divisée par ces nouveaux arrivants. Les extraterrestres réfugiés sur Terre se sentent menacés, et une vague de haine anti-alien se forme et grandit dans la population humaine, aboutissant à la création d'un nouveau mouvement terroriste : les Enfants de la Libertés, dirigés par l'Agent de la Liberté, qui ont pour but de traquer et d'exterminer tout alien qu'ils pourront trouver. Et comme si cela ne suffisait pas, la Présidente Marsdin est démasquée comme étant une extraterrestre et démissionne; et son successeur est plus intéressé par sa cote de popularité que par le bien commun.

## Distribution

### Acteurs principaux
- Melissa Benoist (VF : Zina Khakhoulia) : Kara Danvers / Supergirl
- Mehcad Brooks (VF : Jérôme Rebbot) : James « Jimmy » Olsen
- Chyler Leigh (VF : Véronique Desmadryl) : Alexandra « Alex » Danvers
- Katie McGrath (VF : Adeline Moreau) : Lena Luthor
- Jesse Rath (VF : Pierre Tessier) : Brainiac 5
- David Harewood (VF : Paul Borne) : Hank Henshaw / J'onn J'onzz
- Nicole Maines (VF : Adeline Chetail) : Nia Nal / Dreamer
- Sam Witwer (VF : Thomas Roditi) : Ben Lockwood / Agent Liberty

### Acteurs récurrents
- April Parker Jones : Colonel Laurel Haley (12 Épisodes)
- Rhona Mitra (VF : Marie Zidi) : Mercy Graves (4 épisodes)
- Lynda Carter (VF : Martine Irzenski) : Olivia Marsdin, Présidente des États-Unis (2 épisodes)
- Robert Baker (VF : Olivier Chauvel) : Otis Graves (7 épisodes)
- Andrea Brooks (VF : Anne-Laure Gruet) : Eve Teschmacher (12 épisodes)
- Anthony Konechny : Agent Raymond Jensen (5 épisodes)
- David Ajala (VF : Gilles Morvan) : Manchester Black (7 épisodes)
- Bruce Boxleitner (VF : Jean-Marc Galéra) : Philip Baker, Vice-Président puis Président des États-Unis (10 épisodes)
- Azie Tesfai (VF : Youna Noiret) : Kelly Olsen[1] (7 épisodes)
- Jon Cryer (VF : Lionel Tua) : Lex Luthor[2] (5 épisodes)
- Jessica Meraz (VF : Karine Foviau) : Pamela Ferrer / Menagerie[3] (3 épisodes)
- Helen Slater (VF : Isabelle Gardien) : Eliza Danvers (3 épisodes)
- Brenda Strong (VF : Françoise Cadol) : Lillian Luthor (4 épisodes)

### Invités
- Tiya Sircar : Fiona (épisodes 1 et 4)
- Xander Berkeley : Peter Lockwood, le père de Ben (épisode 3)
- Tyler Hoechlin (VF : Thibaut Lacour) : Kal-El / Clark Kent / Superman (épisode 9)
- Bitsie Tulloch (VF : Pamela Ravassard) : Lois Lane (épisode 9)
- Russell Wong : Général Alfonso Tan (épisode 10)
- Hannah James : Maeve Nal, la sœur de Nia[4](épisode 11)
- Kate Burton : Isabel, la mère de Nia[4](épisode 11)
- Vincent Gale : Dr Vose
- Cardi Wong : Kesse Kay

### Invités de l'Arrowverse
- Stephen Amell (VF : Sylvain Agaësse) : Oliver Queen / Green Arrow (épisode 9)
- Grant Gustin (VF : Alexandre Gillet) : Barry Allen / Flash (épisode 9)
- David Ramsey (VF : Namakan Koné) : John « Dig » Diggle / Spartan (épisode 9)
- Danielle Panabaker (VF : Marie Diot) : Dr Caitlin Snow / Killer Frost (épisode 9)
- Carlos Valdes (VF : Antoine Schoumsky) : Cisco Ramon / Vibe (épisode 9)
- Adam Tsekhman (VF : Alexis Victor) : Gary Green (épisode 9)
- Ruby Rose : Kate Kane / Batwoman (épisode 9)[5]
- Cassandra Jean Amell : Nora Fries[6] (épisode 9)
- Jeremy Davies (VF : Vincent Ropion) : John Deegan[7] (épisode 9)
- LaMonica Garrett (VF : Florian Wormser) : Mar Novu / The Monitor (épisodes 9 et 22)[8]

## Diffusions
- Aux États-Unis, la saison est diffusée à partir du 14 octobre 2018 sur The CW.
- Au Canada, elle est diffusée en simultané sur Showcase.
- La diffusion francophone se déroule ainsi :

Au Québec, depuis le 3 septembre 2019 sur Max ;
En France, depuis le 10 novembre 2019 sur Série Club.

## Liste des épisodes

### Épisode 1:Chasse aux aliens
- États-Unis /  Canada : 14 octobre 2018 sur The CW / Showcase
- Québec : 3 septembre 2019 sur Max
- France : 10 novembre 2019 sur Série Club[9]

- États-Unis : 1,52 million de téléspectateurs[10] (première diffusion)

- Lynda Carter (Présidente Olivia Marsdin)
- Brenda Strong (Lillian Luthor)
- Rhona Mitra (Mercy Graves)
- Robert Baker (Otis Graves)
- Tiya Sircar (Fiona)
- Anthony Konechny (Agent Raymond Jensen)
- Vincent Gale (Docteur Vose)
- Cardi Wong (Kesse Kay)
- Alison Araya (Procureur Diaz)

- Apparition de Beebo (Arrowverse), sous une autre forme[11].

### Épisode 2:Protégeons la Terre
- États-Unis /  Canada : 21 octobre 2018 sur The CW / Showcase
- Québec : 10 septembre 2019 sur Max
- France : 10 novembre 2019 sur Série Club

- États-Unis : 1,34 million de téléspectateurs[10] (première diffusion)

- Lynda Carter (Présidente Olivia Marsdin)
- Bruce Boxleitner (Vice-président Philip Baker)
- Rhona Mitra (Mercy Graves)
- Robert Baker (Otis Graves)
- Andrea Brooks (Eve Teschmacher)
- Anthony Konechny (Agent Raymond Jensen)
- Fulvio Cecere (Massimo)

### Épisode 3:L'Âge de l'acier
- États-Unis /  Canada : 28 octobre 2018 sur The CW / Showcase
- Québec : 17 septembre 2019 sur Max
- France : 10 novembre 2019 sur Série Club

- États-Unis : 1,28 million de téléspectateurs[10] (première diffusion)

- Andrea Brooks (Eve Teschmacher)
- Anthony Konechny (Agent Raymond Jensen)
- Rhona Mitra (Mercy Graves)
- Robert Baker (Otis Graves)
- Sarah Smyth (Lydia Lockwood)
- Graham Verchere (George Lockwood)
- Xander Berkeley (Pete Lockwood)
- Abby Ross (Etudiante extra-terrestre)
- Timothy Lyle (Frank)
- Gary Starkell (Gary Forehead)
- David Quinlan (Quill)
- Raf Rogers (Earl)
- Iris Quinn (Dean Warren)
- Jaren Moore (Thack)

### Épisode 4:Non-violence
- États-Unis /  Canada : 4 novembre 2018 sur The CW / Showcase
- Québec : 24 septembre 2019 sur Max
- France : 17 novembre 2019 sur Série Club

- États-Unis : 1,23 million de téléspectateurs[10] (première diffusion)

- Anthony Konechny (Agent Raymond Jensen)
- Rhona Mitra (Mercy Graves)
- David Ajala (Manchester Black)
- Raymond Baker (Otis Graves)
- Bruce Boxleitner (Président Philip Baker)
- April Parker Jones (Colonel Laurel Haley)
- Justice Leak (Hellgrammite)
- Tiya Sircar (Fiona Byrne)
- Kirby Morrow (Officier Dean Petrocelli)
- Marcus McKinley (Agent Taylor)

### Épisode 5:Parasite perdu
- États-Unis /  Canada : 11 novembre 2018 sur The CW / Showcase
- Québec : 1er octobre 2019 sur Max
- France : 17 novembre 2019 sur Série Club

- États-Unis : 1,16 million de téléspectateurs[10] (première diffusion)

- April Parker Jones (Colonel Laurel Haley)
- Anthony Konechny (Agent Raymond Jensen)
- Adam Levy (Amadei Derros)
- Michelle Krusiec (Natalie Hawkins)
- Shannon Chan-Kent (Elizabeth Hawkins)

### Épisode 6:La révolte gronde
- États-Unis /  Canada : 18 novembre 2018 sur The CW / Showcase
- Québec : 8 octobre 2019 sur Max
- France : 17 novembre 2019 sur Série Club

- États-Unis : 1,13 million de téléspectateurs[10] (première diffusion)

- April Parker Jones (Colonel Laurel Haley)
- Helen Slater (Eliza Danvers)
- Andrea Brooks (Eve Teschmacher)
- David Ajala (Manchester Black)
- Sarah Smyth (Lydia Lockwood)
- Steve Byers (Tom)
- Graham Verchere (George Lockwood)
- Kirby Morrow (Officier Dean Petrocelli)
- Andrea Drepaul (Sean Chiu)

### Épisode 7:Bienvenue surShelley Island
- États-Unis /  Canada : 25 novembre 2018 sur The CW / Showcase
- Québec : 15 octobre 2019 sur Max
- France : 24 novembre 2019 sur Série Club

- États-Unis : 1,15 million de téléspectateurs[10] (première diffusion)

- Andrea Brooks (Eve Teschmacher)
- David Ajala (Manchester Black)
- Steve Byers (Tom)
- Michael Johnston (Adam)
- Timothy Lyle (Frank)
- Jason Cermak (Caldwell)

### Épisode 8:Le Rêve deLiberty
- États-Unis /  Canada : 2 décembre 2018 sur The CW / Showcase
- Québec : 22 octobre 2019 sur Max
- France : 24 novembre 2019 sur Série Club

- États-Unis : 1,26 million de téléspectateurs[10] (première diffusion)

- David Ajala (Manchester Black)
- Bruce Boxleitner (Président Philip Baker)
- April Parker Jones (Colonel Laurel Haley)
- Sarah Smyth (Lydia Lockwood)
- Timothy Lyle (Frank)
- Jaymee Mak (MacKenzie)
- LaMonica Garrett (Mar Novu / Monitor)
- John Wesley Shipp (Barry Allen / Flash)

### Épisode 9:Elseworlds: La Troisième heure
- États-Unis /  Canada : 11 décembre 2018 sur The CW / Showcase
- Québec : 29 octobre 2019 sur Max
- France : 1er décembre 2019 sur Série Club

- États-Unis : 2,17 millions de téléspectateurs[12] (première diffusion)

- Tyler Hoechlin (Clark Kent / Kal El / Superman)
- Grant Gustin (Barry Allen / Flash)
- Carlos Valdes (Cisco Ramon / Vibe)
- Danielle Panabaker (Caitlin Snow / Killer Frost)
- Stephen Amell (Oliver Queen / Green Arrow)
- David Ramsey (John Diggle)
- LaMonica Garrett (Mar Novu / Monitor)
- Adam Tsekhman (Gary Green)
- Ruby Rose (Kate Kane / Batwoman)
- Bitsie Tulloch (Loïs Lane)
- Jeremy Davies (Docteur John Deegan)
- Bob Frazer (Roger Hayden / Psycho Pirate)
- Cassandra Jean Amell (Nora Fries)

- Cet épisode est la troisième et dernière partie du cinquième crossover du Arrowverse Elseworlds, qui débute avec l'épisode 9 de la cinquième saison de Flash et se poursuit avec l'épisode 9 de la septième saison d’Arrow[13].
- La scène postgénérique annonce Crisis on Infinite Earths comme prochain crossover pour 2019 sur la chaîne CW avec la dernière réplique de Psycho Pirate[14].
- Les Légendes ne prennent pas part à ce crossover d'Arrowverse. Ils ont leur propre version d'Elseworlds (saison 4, épisode 8).
- John Deegan appelle Superman "l'homme d'acier", c'est une référence à Man of Steel, film dont ce dernier est le héros.
- Lors d'une combat entre les deux Superman, une femme crie "Bizarro" en référence à un ennemi de Superman

### Épisode 10:Soupçons
- États-Unis /  Canada : 20 janvier 2019 sur The CW[15] / Showcase
- Québec : 5 novembre 2019 sur Max
- France : 1er décembre 2019 sur Série Club

- États-Unis : 1,04 million de téléspectateurs[10](première diffusion)

- Russell Wong (Général Alfonso Tan)
- Graeme Guthrie (Colonel McAllister)
- April Parker Jones (Colonel Laurel Haley)
- Donna Benedicto (Agent Reiff)
- Sonny Litt (Agent Wolf)
- Hamza Fouad (Agent Lawrence)

### Épisode 11:La Rage au ventre
- États-Unis /  Canada : 27 janvier 2019 sur The CW / Showcase
- Québec : 12 novembre 2019 sur Max
- France : 1er décembre 2019 sur Série Club

- États-Unis : 1,34 million de téléspectateurs[10] (première diffusion)

- Brennan Mejia (Jerry Miller)
- Hannah James (Maeve Nal)
- Lukas Gage (Kevin Huggins)
- Kate Burton (Isabel Nal)
- Garwin Sanford (Paul Nal)
- Brian Cyburt (Spencer)
- Jaymee Mak (MacKenzie)
- Madison Smith (Josh)
- Tedra Rogers (Bobbi Miller)

### Épisode 12:La Voleuse de diamants
- États-Unis /  Canada : 17 février 2019 sur The CW / Showcase
- Québec : 19 novembre 2019 sur Max
- France : 8 décembre 2019 sur Série Club

- États-Unis : 1,146 million de téléspectateurs[10](première diffusion)

- Bruce Boxleitner (Président Philip Baker)
- April Parker Jones (Colonel Laurel Haley)
- Sarah Smyth (Lydia Lockwood)
- Donna Benedicto (Agent Reiff)
- Graham Verchere (George Lockwood)
- Jessica Meraz (Pamela Ferrer / Menagerie)
- Roxy Wood (Yvette)
- Brian Doe (James)
- Françoise Robertson (Sarah Walker)
- Melice Bell (Ashley)
- Greta Carew-Johns (Becca)
- Zack Currie (Chuck Grossman)

### Épisode 13:Justice pour tous?
- États-Unis /  Canada : 3 mars 2019 sur The CW / Showcase
- Québec : 26 novembre 2019 sur Max
- France : 8 décembre 2019 sur Série Club

- États-Unis : 1,14 million de téléspectateurs[10] (première diffusion)

- Andrea Brooks (Eve Teschmacher)
- David Ajala (Manchester Black)
- Bruce Boxleitner (Président Philip Baker)
- April Parker Jones (Colonel Laurel Haley)
- Jessica Meraz (Pamela Ferrer / Menagerie)
- Louis Ozawa Changchien (Le Chapeau)
- Michael Adamthwaite (Cooper)
- Jaymee Mack (MacKenzie)
- Mark Sussman (Voix originale de Kelex)

### Épisode 14:Une main tendue
- États-Unis /  Canada : 10 mars 2019 sur The CW / Showcase
- Québec : 3 décembre 2019 sur Max
- France : 8 décembre 2019 sur Série Club

- États-Unis : 1,05 million de téléspectateurs[10] (première diffusion)

- Andrea Brooks (Eve Teschmacher)
- April Parker Jones (Colonel Laurel Haley)
- David Ajala (Manchester Black)
- Jessica Meraz (Pamela Ferrer / Menagerie)
- Louis Ozawa Changchien (Le Chapeau)
- Jonathan Bennett (Quentin)
- Jaymee Mak (MacKenzie)
- Sean Hewlett (Franklin)

### Épisode 15:Au nom du frère
- États-Unis /  Canada : 17 mars 2019 sur The CW / Showcase
- Québec : 10 décembre 2019 sur Max
- France : 15 décembre 2019 sur Série Club

- États-Unis : 1,07 million de téléspectateurs[10] (première diffusion)

- David Ajala (Manchester Black)
- Azie Tesfai (Kelly Olsen)
- Jon Cryer (Lex Luthor)
- Robert Baker (Otis Graves)
- Andrea Brooks (Eve Teschmaher)
- William MacDonald (Chirurgien)

- Première apparition de Lex Luthor joué par Jon Cryer. Le comédien a déjà incarné le neveu de Lex Luthor (joué par Gene Hackman) dans le film Superman 4.

### Épisode 16:La Fille en rouge
- États-Unis /  Canada : 24 mars 2019 sur The CW / Showcase
- France : 15 décembre 2019 sur Série Club

- États-Unis : 1,12 million de téléspectateurs[10] (première diffusion)

- Jon Cryer (Lex Luthor)
- Andrea Brooks (Eve Teschmacher)
- Robert Baker (Otis Graves)
- Gabriel Gurevich (Mikhail)
- Alexander Vishniakoff (Ministre de la Défense de Kaznie)
- Raphael Kepinski (Général de Kaznie)

- Le titre « maison des L » fait référence aux Luthor et est une référence à la Maison des El, qui n'est autre que la famille de Superman.[réf. nécessaire]

### Épisode 17:Mystérieuse Ève
- États-Unis /  Canada : 31 mars 2019 sur The CW / Showcase
- France : 22 décembre 2019 sur Série Club

- États-Unis : 1,06 million de téléspectateurs[10] (première diffusion)

- Andrea Brooks (Eve Teschmacher)
- Bruce Boxleitner (Président Philip Baker)
- April Parker Jones (Colonel Laurel Haley)
- Carl Lumbly (M'yrnn J'onzz)
- Brenda Strong (Lillian Luthor)
- Azie Tesfai (Kelly Olsen)
- Graham Verchere (George Lockwood)
- Donna Benedicto (Agent Reiff du DEO)
- Françoise Robertson (Sarah Walker)
- Jill Morrison (Bitsie)
- Karin Konoval (Sénatrice Granberry)
- Jaymee Mak (MacKenzie)

### Épisode 18:Crime et Châtiment
- États-Unis /  Canada : 21 avril 2019 sur The CW / Showcase
- France : 22 décembre 2019 sur Série Club

- États-Unis : 994 000 téléspectateurs[10] (première diffusion)

- Andrea Brooks (Eve Teschmacher)
- Bruce Boxleitner (Président Philip Baker)
- April Parker Jones (Colonel Laurel Haley)
- Azie Tesfai (Kelly Olsen)
- Robert Baker (Otis Graves)
- Willie Garson (Steve Lomeli)
- Françoise Robertson (Sarah Walker)
- Jaymee Mak (MacKenzie)
- Parveen Dosanjh (Docteur Park)
- Norah Dobbyn (Lena Luthor enfant)
- Koby Holvik (Lex Luthor adolescent)
- Chris Cochrane (Lou)
- Michael Brian (Dan)
- Mia Fiona Kut (Anne)

- Cet épisode réalise la plus mauvaise audience de la série en tombant pour la première fois sous la barre du million de téléspectateurs.

### Épisode 19:Le Pouvoir des mots
- États-Unis /  Canada : 28 avril 2019 sur The CW / Showcase
- France : 29 décembre 2019 sur Série Club

- États-Unis : 1,14 million de téléspectateurs[10] (première diffusion)

- Carl Lumbly (M'yrnn J'onzz)
- Sarah Smyth (Lydia Lockwood)
- Azie Tesfai (Kelly Olsen)
- Graham Verchere (George Lockwood)
- Emily Tennant (Edna)
- Keith Dallas (Al)
- Sean Hewlett (Franklin)
- Ryan Anthony Williams (Marcus)
- Marlon Kazadi (James Olsen enfant)

### Épisode 20:Un accueil inattendu
- États-Unis /  Canada : 5 mai 2019 sur The CW / Showcase
- France : 29 décembre 2019 sur Série Club

- États-Unis : 1,05 million de téléspectateurs[10] (première diffusion)

- Andrea Brooks (Eve Teschmacher)
- Bruce Boxleitner (Président Philip Baker)
- Azie Tesfai (Kelly Olsen)
- Graham Verchere (George Lockwood)
- Donna Benedicto (Agent Reiff du DEO)
- Michael Adamthwaite (Cooper)

### Épisode 21:Tigre de papier
- États-Unis /  Canada : 12 mai 2019 sur The CW / Showcase
- France : 5 janvier 2020 sur Série Club

- États-Unis : 1,11 million de téléspectateurs[10] (première diffusion)

- Helen Slater (Eliza Danvers)
- Brenda Strong (Lillian Luthor)
- Andrea Brooks (Eve Teschmacher)
- Izabela Vidovic (Kara Zor-El jeune)
- Bruce Boxleitner (Président Philip Baker)
- April Parker Jones (Colonel Laurel Haley)
- Robert Baker (Otis Graves)
- Azie Tesfai (Kelly Olsen)
- Olivia Nikkanen (Alex Danvers jeune)
- Sterling Schneider (Greta)

### Épisode 22:Le Triomphe de la vérité
- États-Unis /  Canada : 19 mai 2019 sur The CW / Showcase
- France : 5 janvier 2020 sur Série Club

- États-Unis : 1,07 million de téléspectateurs[17] (première diffusion)

- Helen Slater (Eliza Danvers)
- Brenda Strong (Lillian Luthor)
- Jon Cryer (Lex Luthor)
- Andrea Brooks (Eve Teschmacher)
- Bruce Boxleitner (Président Philip Baker)
- April Parker Jones (Colonel Laurel Haley)
- Azie Tesfai (Kelly Olsen)
- Graham Verchere (George Lockwood)
- Françoise Robertson (Sarah Walker)
- LaMonica Garrett (Mar Novu / Le Monitor)
- Keith Dallas (Al)
- Steel Bey (Charlie)
- Raphael Kepinski (Général Kasnien)
- Phil LaMarr (voix originale du maléfique J'onzz)

- Le titre « The Quest for Peace » fait référence au sous-titre en VO du film Superman IV.